# Star Wars: The Clone Wars (tv-serie fra 2008)
Star Wars: The Clone Wars er en amerikansk tv-serie skabt af George Lucas. Serien debuterede på Cartoon Network den 3. oktober 2008 og er en fortsættelse af filmen Star Wars: The Clone Wars fra samme år.

## Handling

### Opsummering
Star Wars: The Clone Wars foregår i de tre år mellem Klonernes Angreb og Sith-fyrsternes hævn. Serien fokuserer på den væbnede konflikt mellem den Galaktiske Republik, som støttes af Jedi-Ordenen, og Konføderationen af Uafhængige Systemer Separatist-alliancen, en bevægelse som ledes af Grev Dooku med hensigten at forene adskillige planeter som søger uafhængighed fra Republikken.

### Synopsis

#### Sæson 1
Sæson 1 fokuserer på adskillige slag mellem Republikken og Separatisterne og deres forsøg på at overtale flere planeter til at slutte sig til deres sider. Hovedskurkene er Grev Dooku, hans uformelle lærling Asajj Ventress, General Grievous, Separatist droidehærens General.

#### Sæson 2:Rise of the Bounty Hunters
Sæson to fokuserer meget på dusørjægerem bl.a. et ark hvor Darth Sidious hyrer Cad Bane til at stjæle et Jedi-holokron fra Jedi-templet. Et andet ark fokuserer på Boba Fett som ung der vil myrde Jedi-mesteren Mace Windu som hævn, fordi han slog hans far Jango Fett ihjel. Et andet ark fokuserer på planeten Mandalore, som har erklæret sig neutrale i klonkrigene og hvis pacifistiske leder Hertuginde Satine Kryze er blevet mål for af den Mandalorianske terrorgruppe Dødsvogterne.

#### Sæson 3:Secrets Revealed
Sæson 3 begynder med to afsnit som fortæller om klonsoldaterne Fives og Echos historie inden deres udstationering på Station Rishii. Et andet handler om Anakin som bliver ført til planeten Mortis sammen med Obi-Wan og Ahsoka og lærer mere om Kraftens væsen og sin rolle som Den Udvalgte. Ahsoka nægter at adlyde sin mester og slutter sig til en gruppe som skal redde en Jedi-mester og Kaptajn Wilhuff Tarkin som ung fra et separatist-fængsel. Ventress bliver forrådt af Grev Dooku på Sidious' ordre og vender hjem til sin Natsøstres Klan på Dathomir og forsøger at få hævn på Dooku via hans nye lærling Savage Opress, som så forråder både Ventress og Dooku. I Sæson 3 fokuseres der også på diplomatiske forhandlinger mellem Republikken og separatisterne.

#### Sæson 4:Battles Lines
I Sæson 4 fokuserer et ark på 501. Legion som må agerer selvstændigt for første gang, som følge af at de er under ledelse af Jedi-generalen Pong Krell. Det afsløres at han er en forræder og manipulerer dem til at dræbe hinanden, hvilket foranlediger klonerne til at fange og henrette ham. Andre arker handler om Obi-Wan som forfalsker sin egen død for og går undercove som dusørjæger for at forpurre et komplot om at kidnappe Kansler Palpatine

#### Sæson 5
Sæson 5 fokuserer på fem historiearker. I det første hjælper Republikken en gruppe oprørere på Onderon, som ledes af Steela og Saw Gerrera for at befri deres planet fra separatisternes besættelse. Det andet handler om Jedi-ynglinge som skal finde deres kyber krystaller til deres lyssværd og bevise deres værd for at redde Ahsoka fra pirater. Det tredje ark handler om droider som er på mission for at opsnappe en separatistisk besked møder en klonsoldat som lider af hukommelsestab og må hjælpe ham med at undslippe planeten som han er strandet på. Det fjerde ark fokuserer på Maul og Savage som slår sig sammen med Dødsvogterne og andre forbrydersyndikater for at overtage Mandalore. Det femte og sidste ark handler om Ahsoka som bliver falsk anklaget for et bombenangreb på Jedi-templet. Selvom Anakin formår at bevise at Ahsoka er uskyldig, forlader Ahsoka Jedi Ordenen.

#### Sæson 6:The Lost Missions
Sæson 6 fokuserer på fire arker. I det første undersøger klonsoldaten Fives den præventive aktivering af ordre 66 i en klonfælles hjerne og opdager at blokeringschippen som er i alle kloners hjerner, men ender med at blive dræbt af Palpatine før han kan afslører det. Padme forsøger at hjælpe sin eks-kæreste Rush Clovis med at afslører korruptionen i Den InterGalaktiske Bankklan, hvilket belaster hendes og Anakins forhold. Jar Jar og Mace Windu redder Bardottas Dronning fra en trosbekendelse af Natsøstrenes tidligere leder Moder Talzin. Yoda tager på en rejse for at lære mere om Kraftens væsen og får besøg af den afdøde Qui-Gon Jinns ånd.

#### Sæson 7:Den sidste sæson
Sæson syv består af tre arker. Det første fokuserer på Rexs karakter og en klonenhed som hedder Klonstyrke 99, eller "De hårde hunde" som redder ARC-soldat Echo som mentes at være faldet i kamp og besejrer Separatisterne på Anaxes med hans hjælp. Det andet fokuserer på Ahsoka som møder søstrene Trace og Rafa Martez og hjælper dem med at indfri en gæld med Pykesyndikatet, mens hun prøver at skjule sine Kraft evner fra dem. Det sidste ark, som foregår samtidigt med Sith-fyrsternes hævn, handler om Belejringen af Mandalore. Ahsoka vender modvilligt tilbage til Republikken for at lede en klonangrebsstyrke sammen med den Mandalorianske kriger Bo-Katan Kryze mod Mauls styrker på Mandalore i håb om at fange ham. Uden at de ved det har Maul forudset Jediernes og Republikkens fald og Darth Sidious som vil gøre Anakin til sin nye lærling. Efter at Maul er fanget bliver ordre 66 iværksat, hvilket tvinger Ahsoka til modvilligt at må slippe Maul løs for at holde klonerne stangen, mens hun befrier Rex fra blokeringschippens kontrol. Alle tre formår at undslippe og Ahsoka og Rex begraver klonerne som døde i skibets nedstyrt og de går hver deres vegne. I epilogen seer man Darth Vader som finder Ahsokas lyssværd i blandt skibsvraget et stykke tid senere og går med det i stilhed

## Afsnit
| Sæsoner | Sæsoner | Titel                      | Afsnit | Oprindelig sendt    | Oprindelig sendt | Oprindelig sendt      |
| Sæsoner | Sæsoner | Titel                      | Afsnit | Start               | Slut             | Netværk               |
| ------- | ------- | -------------------------- | ------ | ------------------- | ---------------- | --------------------- |
|         | Film    | Star Wars: The Clone Wars  | —      | 15. august, 2008    | 15. august, 2008 | Udgivet i biograferne |
|         | 1       | —                          | 22     | 8. oktober, 2009    | 20. Marts        | Cartoon Network       |
|         | 2       | Rise of the Bounty Hunters | 22     | 2. oktober, 2009    | 30. april, 2010  | Cartoon Network       |
|         | 3       | Secrets Revealed           | 22     | 17. september, 2010 | 1. april, 2011   | Cartoon Network       |
|         | 4       | Battle Lines               | 22     | 16. september, 2011 | 16. marts, 2012  | Cartoon Network       |
|         | 5       | —                          | 20     | 29. september, 2012 | 2. marts, 2013   | Cartoon Network       |
|         | 6       | The Lost Missions          | 13     | 7. marts, 2014      | 7. marts, 2014   | Netflix               |
|         | 7       | Den sidste sæson           | 12     | 21. februar, 2020   | 4. maj, 2020     | Disney+               |

## Medvirkende

### Hovedpersoner
- Matt Lanter som Anakin Skywalker
- James Arnold Taylor som Obi-Wan Kenobi, Plo Koon, Osi Sobeck, andre roller
- Ashley Eckstein som Ahsoka Tano,
- Dee Bradley Baker som Klonsoldater, Onaconda Farr, Bossk, Admiral Trench, Fife andre roller
- Tom Kane som Fortælleren, Yoda, Admiral Wulf Yularen
- Matthew Wood som General Grievous, kampdroider, Wat Tambor, Poggle Den Vise og andre stemmer

### Tilbagevendende
- Ian Abercrombie (sæson 1–6) / Tim Curry (sæson 5–6) / Ian McDiarmid (S7:E11 "Shattered / Splintret"; arkivlyd) som Overkansler Palpatine/Darth Sidious
- Jim Cummings som Hondo Ohnaka
- Corey Burton som Grev Dooku/Darth Tyranus, Cad Bane
- Sam Witver som Darth Maul
- Jaime King som Aurra Sing
- Jon Favreau som Pre Vizsla

### Danske stemmer
| Danske stemmer       | Roller                                         | Noter                                                                       |
| -------------------- | ---------------------------------------------- | --------------------------------------------------------------------------- |
| Sebastian Jessen     | Anakin Skywalker                               |                                                                             |
| Lars Lippert         | Obi-Wan Kenobi                                 |                                                                             |
| Özlem Saglanmak      | Ahsoka Tano                                    |                                                                             |
| Henrik Jandorf       | Klonsoldater                                   |                                                                             |
| Jens Jacob Tychsen   | Mace Windu, Bail Organa, Jedi-mester Kit Fisto |                                                                             |
| Peter Røschke        | Overkansler Palpatine/Darth Sidious            |                                                                             |
| Niels Weyde          | Grev Dooku                                     |                                                                             |
| Annevig Schelde Ebbe | Aurra Sing, Shaak Ti, Rafa Martez              |                                                                             |
| Tara Toya            | Trace Martez, Bo-Katan Kryze                   | Bo-Katans danske stemme før Toya var Puk Scharbau i S4:E13 og Ebbe i S5:E15 |
| Lars Thiesgaard      | Yoda, General Grievous                         |                                                                             |
| Søren Spanning       | Fortælleren, Osi Sobeck                        |                                                                             |
| Mette Skovmark       | Padmé Amidala                                  |                                                                             |